# Rosenhang
Rosenhang ist eine Großlage im deutschen Weinbaugebiet Mosel. Sie gehört zum Weinbaubereich Burg Cochem.

## Einzellagen
- Treis: Kapellenberg, Greth, Treppchen
- Cond: Arzlay, Rosenberg, Nikolausberg
- Valwig: Schwarzenberg, Palmberg, Herrenberg
- Bruttig-Fankel: Pfarrgarten, Rathausberg, Kapellenberg, Martinsborn, Layenberg, Rosenberg
- Ellenz-Poltersdorf: Woogberg, Silberberg
- Beilstein: Schloßberg
- Briedern: Herrenberg, Kapellenberg, Servatiusberg, Römergarten
- Mesenich: Abteiberg, Goldgrübchen, Deuslay
- Senheim: Wahrsager, Bienengarten, Vogteiberg, Rosenberg
- Bremm: Abtei Kloster Stuben
- Eller: Stubener Klostersegen
- Großlagenfrei: Senheim: Lay